# مستقبل مساعد
مستقبل مساعد

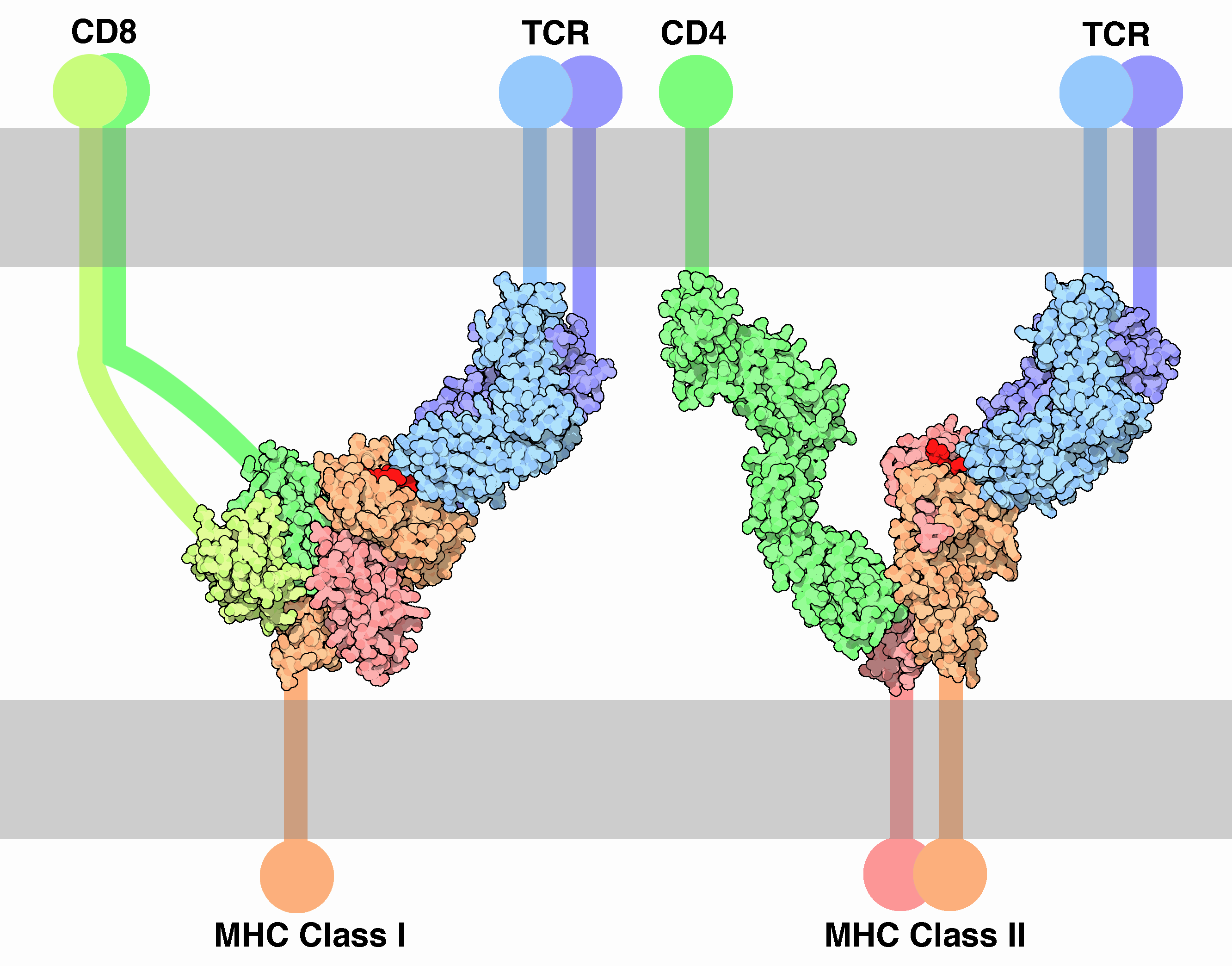

مستقبلات مساعدة (بالإنجليزية: co-receptor)‏ هي مستقبلات سطح الخلية التي ترتبط بجزيء الإشارة بالإضافة إلى مستقبلات الأولية من أجل تسهيل تمييز الرابط والشروع في العملية البيولوجية، مثل دخول العامل الممرض في خلية المضيف.

## اقرأ أيضا
- مستقبل (كيمياء حيوية)
- توصيل الإشارة